# Maclean's
Maclean's — канадський журнал-тижневик, що публікує матеріали на злободенні теми. Видає концерн St. Joseph Communications (права придбано 2019 року в групи Rogers Publishing). Поширюється на території всієї країни. Кількість читачів журналу, що видається від 1896 року, на початку XXI століття Канадська енциклопедія оцінювала більш ніж у 2 млн.

## Історія
Видання, випуск якого розпочало рекламне агентство 1896 року, в перші роки існування мало назву The Business Magazine і виходило раз на місяць. Цільовою аудиторією журналу в ці роки були ділові люди, а основою змісту — передруки із закордонних видань, присвячених бізнесу.
1905 року журнал придбав Джон Бейн Маклін, для якого це стало першою спробою видання комерційного журналу для широкої публіки — до цього спеціалізацією Макліна були галузеві видання. 1906 року ім'я журналу змінено на The Busy Man's Magazine. До кінця першого десятиліття XX століття зміст журналу та його цільова аудиторія не зазнали серйозних змін, проте потім редакційна політика змінилась. Видання, що 1911 року отримало назву Maclean's, почало включати все більше оригінальних матеріалів, зокрема, призначених для жінок, а з урахуванням зростання національної самосвідомості головний редактор Т. Б. Костейн став більше уваги приділяти внутрішній канадській тематиці. Розширення аудиторії було викликане прагненням перетворити публіковану рекламу на основне джерело фінансування видання, а цього потрібно було адресувати публікації тій частині населення, яка робила більше покупок. Підвищена увага до канадської тематики, що вигідно відрізняла видання Макліна від американських журналів подібного штибу, забезпечувала більший обсяг передплати всередині країни.
Від лютого 1920 року Maclean's перейшов із щомісячного на двотижневий формат. Число передплатників у цей період становило 70 тисяч, а на початок 1930-х років, за власними даними видавців, досягло 130 тисяч осіб. На 1945 рік, коли в журналі публікувався шляховий щоденник британського журналіста і політика Беверлі Бакстера, який у цей час здійснював 5000-мильний вояж Канадою, кількість передплатників зросла до чверті мільйона.
Популярність журналу досягла піку на початку 1950-х років, коли його оттавським кореспондентом був Блер Фрейзер, а видавцем у Торонто — Ральф Аллен. У журналі в цей період поєднувалися високоякісні репортажі та розгорнуті публікації суспільно-політичної тематики, гарна робота ілюстраторів та літературні твори. Потім, у міру того, як рекламодавців почало все більше вабити телебачення, Maclean's, як і інші журнали, зазнав фінансових труднощів. Навіть співпраці з такими провідними журналістами як Пітер Гзовський, Пітер Ньюман та Крістіна Макколл, виявилося недостатньо, щоб уникнути кризи. Проблему в цей період удалося вирішити лише переходом на щомісячний формат. Поліпшення ситуації настало після того, як 1975 року в Канаді припинилося поширення американського журналу Time, і Maclean's зайняв звільнену нішу. Від 1975 року Maclean's, який став першим національним журналом новин, знову перейшов на випуск раз на два тижні; його представництва діяли в Оттаві, Ванкувері, Калгарі, Монреалі, Галіфаксі, Вашингтоні та Лондоні.
1978 року в канадському податковому законодавстві відбулися зміни, що сприяли періодичним виданням, у яких канадськими були більша частина утримання та штату. Це дозволило Maclean's, редактором якого на той час був Пітер Ньюман, вперше в його історії перейти на щотижневий формат. 2007 року Maclean's першим із канадських щотижневих видань налагодив випуск повністю електронного видання, оголосивши безкоштовну річну підписку на свою інтернет-версію. 2012 року запущено мобільний застосунок для iPad. 2019 року видавнича група Rogers Publishing продала журнал разом із низкою інших великих видань, зокрема Chatelaine, концерну St. Joseph Communications
Стаття Канадської енциклопедії на початку XXI століття оцінювала кількість читачів Maclean's більш ніж у 2 млн осіб. 2005 року видання стало переможцем у номінації «найкращий журнал» у рамках щорічної серії премій National Magazine Awards.

## Регулярні публікації та додаткові видання
Щороку в березні Maclean's публікує рейтинг канадських вишів, який має популярність, хоча деякі університети відмовляються від включення до нього, а критики вказують на зайву спрощеність і суб'єктивність критеріїв, а також низьку надійність через малу кількість вибірки. Ще однією популярною щорічною публікацією Maclean's став список 100 найкращих канадських роботодавців.
Крім публікованого в журналі рейтингу вузів, регулярно виходить у вигляді окремого видання «Довідник Maclean's із канадських університетів» (англ. The Maclean's Guide to Canadian Universities). Публікації колишніх років лягли в основу серії книг (Canada at War, Canada on Ice, Canada in the Fifties, In Face of Disaster, Maclean's People), яка в Канаді є бестселером.